# Fannia latistylata
Fannia latistylata är en tvåvingeart som beskrevs av Wang 2007. Fannia latistylata ingår i släktet Fannia och familjen takdansflugor. Inga underarter finns listade i Catalogue of Life.